# Ignasi P. Ferré i Serra
Ignasi P. Ferré i Serra   (Valls, 29 de juny de 1953) és un guionista, director de cinema i  productor català.
Va estudiar Belles Arts i després Cinema, primerament a Roma, al Centro Sperimentale di Cinematografia, i després a Berlín. A Itàlia va treballar amb Tinto Brass, Marco Bellocchio o Michelangelo Antonioni, amb qui van arribar a ser bons amics. La seva primera pel·lícula de ficció va ser una de terror escrita per Isabel Coixet.

## Filmografia
Ha dirigit set llargmetratges:
- La caña (1981)
- Morbus (1983)
- Qui t'estima, Babel? (1987)
- Un submarí a les estovalles (1991)
- Un plaer indescriptible (1993)
- Quin curs el meu tercer (1994)
- Sitges Nagasaki (2005)

i onze documentals, destacant: 
- Okupa (2004)
- De la il·lusió al mite Víctor Mora — Capitán Trueno (2006)
- Mossos d'Esquadra.cat (2013)

## Premis i nominacions
- Un submarí a les estovalles - Millor Comèdia al Festival de Cinema di Salerno (Itália) 1993. Selecció oficial en el Calcuta Film Festival (India) 1993 i Cairo International Film Festival (Egipte).
- Un submarí a les estovalles - International Film Festival of Kolh (Alemanya)1991, Funny Film Festival de Milà (Itàlia) 1991; Aberystwyth'92; International Tetuan Film Festival (Marroc) 1993.
- Qui t'estima, Babel? - Millor pel·lícula de la Mostra de les Autonomies al Festival de Cinema d'Eivissa,1989. Selecció Oficial del Festival de Cine de Gijón, 1989. Nominació “Especial Calidad” atorgada pel Ministerio de Cultura Español. Nominació a la Millor Banda Sonora en els Premis Ondas. Selecció oficial a la Mostra de Cinema Mediterrani de València, 1988.